# 캉골
캉골(Kangol)은 1938년 영국에서 시작된 브리티시 캐주얼 브랜드로 모자를 비롯해 가방, 의류 등 다양한 제품을 전개하고 있다. 브랜드명인 캉골은 '니트(Knitting)', '앙고라(Angora)', '울(Wool)'의 합성어로, 브랜드의 상징인 캥거루 로고가 특징이다.

## 역사
캉골은 1938년 폴란드계 유대인 Jacques Spreiregen에 의해 영국 컴브리아에서 설립된 브랜드이다. 설립 초기에는 노동자, 골퍼 모자를 생산했고, 제2차 세계 대전 중에는 군인을 위한 베레모를 생산해 공급하는 주요 공급업체로 성장했다.
1948년 영국 올림픽 팀에 베레모를 제공하며 브랜드 인지도를 쌓았고, 1954년에는 대표적인 504 헌팅캡을 출시했다. 1960년대 비틀즈가 처음 미국에 진출할 당시 캉골을 착용하면서 큰 주목을 받았고, 1980년대에는 힙합 뮤지션들인 Run DMC, LL COOL J, Eminem 등이 착용하며 캉골이 뉴욕 스트리트 패션의 상징이 되었다.
2008년 한국 패션회사인 에스제이그룹과의 계약으로 한국 시장에 진출해, 2020년 BTS의 '다이너마이트' 뮤직비디오에서 뷔와 제이홉이 착용하며 화제가 되었다. 비틀즈에 이어 비틀즈를 오마주로 평가받는 BTS까지 시대를 대표하는 아이콘들이 선택한 브랜드로 다시 한번 화제를 모은것이다.
2024년 3월, 캉골은 하이브 산하의 플레디스 엔터테인먼트 소속 6인조 남성 아이돌 그룹 TWS를 새로운 모델로 발탁했다.

## 대표상품
캉골은‘레트로코어(Retrocore)’트렌드를 중심으로 새로운 패션 아이템을 선보이고 있다. 레트로코어는 브랜드가 패션 역사 속에 아카이빙된 아이템을 현대적인 감성으로 재해석해 커스터마이징하는 트렌드를 의미한다. 캉골은 과거의 아이템을 현대적이고 독창적인 방식으로 재탄생시키며 캉골만의 독특한 레트로코어 아이템을 제안하고 있다. 대표 상품으로 '레트로코어 카라코람'이 있다.아메리칸 캐주얼의 아웃도어 룩에서 메인 아이템으로 손꼽히는 카라코람을 캉골만의 방식으로 재해석한 패딩으로 에디 바우어의 카라코람 실루엣을 유지하면서 캉골의 시그니처 컬러와 아이코닉한 포켓 디테일을 더했다. 특히, 가로와 세로로 교차되는 사각형 퀼팅과 힙을 덮는 여유로운 사이즈, 후드가 접목된 외형 등 본연의 특징을 간직하면서도 클래식한 편안함과 함께 캉골 특유의 묵직한 안정감을 전해주고 있다. 

## 기타
국내 캉골 유통망은 유통망은 온라인과 오프라인을 모두 합쳐 총 180개이다. 홍대 플래그십스토어를 포함하여 주요 백화점을 중심으로 전개되고 있다. 홍대 플래그십스토어는 2024년 5월 리뉴얼하며 ‘레트로코어(Retrocore)’의 첫 시작을 알렸다. 이번 프로젝트를 통해 2024년 하반기 본격적인‘레트로코어’아이템 출시와 변화에 대한 기대감을 높이고자 캉골의 컬렉션과 어울리는 BMW, 트라이엄프, 두카티 등 글로벌 대표 바이크대형 바이크과 협업하였다. 특히 BMW의‘알나인티 100주년 한정판 에디션(R NINET 100 YEAR)', 트라이엄프의‘본네빌 바버(Bonneville Bobber)’, 두카티의 ‘스크램블러 나이트 시프트(Scrambler NightShift)’등 세 바이크 브랜드의 과거 모델을 재해석한 대표 모델들을 관람할 수 있다. 매장 바로 앞에 바이크 전용 주차장이 생긴 것도 차별점이다.